# Psalmul 130

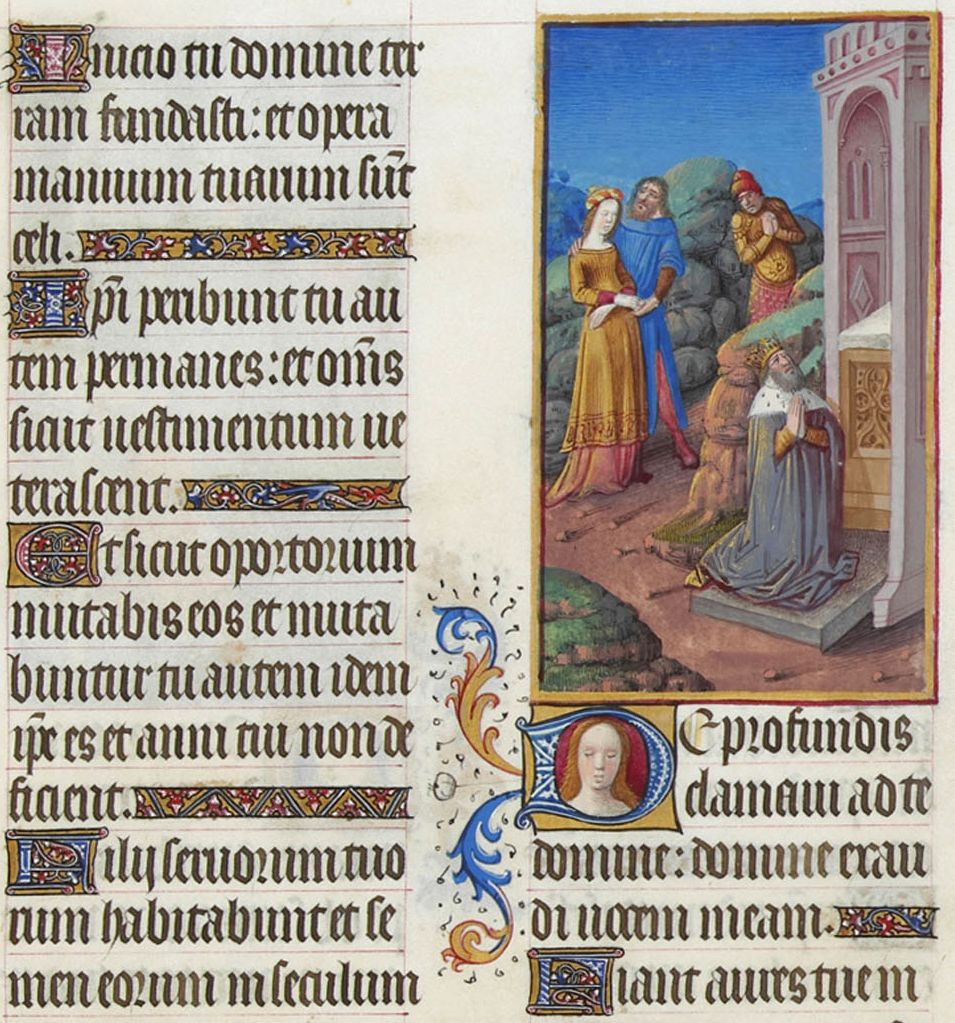
Les Très Riches Heures du duc de Berry, Folio 70r - De Profundis, Musée Condé, Chantilly.

Psalmul 130 (potrivit numerotării din Septuaginta: Psalmul 129), cunoscut în mod tradițional ca „De profundis” după incipit-ul în limba latină, este unul dintre psalmii penitențiali.

## Textul

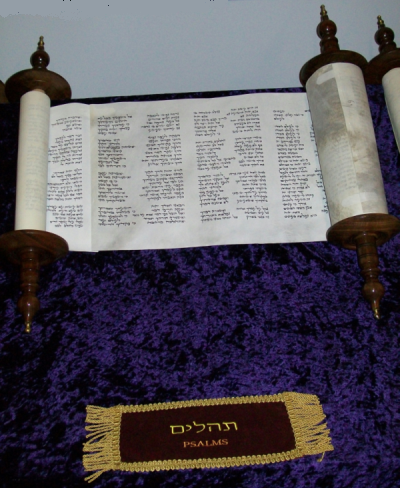
Sulul Psalmilor

Transliterarea ebraică a Psalmului 130 este următoarea:
| Shir hamaalot mima'amakim keraticha adonai / Adonai shimah vekoli tiyena oznecha kashuvot lekol tachanunai / Im avonot tishmor ya adonai mi yaamod / Ki imcha haslicha lemaan tivare / kiviti adonai kivta nafshi velidvaro hochalti / Nafshi ladonai mishomrim laboker shomrim laboker / Yachel yisrael el adonai ki im adonai hachesed veharbeh imo fedut / Vehu yifdeh et yisrael mikol avonotav. |
Traducere latină tradițională, folosită în Biblia Catolică, tradusă din Septuaginta greacă:
| [Canticum graduum] De profundis clamavi ad te, Domine; Domine, exaudi vocem meam. Fiant aures tuæ intendentes in vocem deprecationis meæ. Si iniquitates observaveris, Domine, Domine, quis sustinebit? Quia apud te propitiatio est; et propter legem tuam sustinui te, Domine. Sustinuit anima mea in verbo ejus: Speravit anima mea in Domino. A custodia matutina usque ad noctem, speret Israël in Domino. Quia apud Dominum misericordia, et copiosa apud eum redemptio. Et ipse redimet Israël ex omnibus iniquitatibus ejus. |
Traducere din latină:
| [Cântare a treptelor] Dintru adâncuri strig către tine, Doamne, Doamne, ascultă glasul meu! Pleacă-ți urechea ta la glasul rugăciunii mele! Dacă te-ai uita la fărădelegi, Doamne, Doamne, cine ar mai putea să stea [în fața ta]? La tine însă este iertare și ne temem de tine. Eu nădăjduiesc în Domnul; sufletul meu speră în cuvântul său. Sufletul meu [îl așteaptă] pe Domnul mai mult decât [așteaptă] străjerii [ivirea] zorilor. [Mai mult] decât [așteaptă] străjerii [ivirea] zorilor, să nădăjduiască Israél în Domnul, căci la Domnul este îndurare și belșug de mântuire. El va mântui pe Israél de toate fărădelegile lui. |
Traducere a textului ebraic:
| [O cântare a treptelor] Dintru adâncuri am strigat către Tine, Doamne; Doamne, auzi glasul meu! Fie urechile Tale cu luare-aminte la glasul rugăciunii mele. De Te vei uita la fărădelegi, Doamne, Doamne, cine va suferi? Că la Tine este iertarea. De dragul numelui Tău, îndelung Te-am așteptat, Doamne, îndelung așteptat-a sufletul meu spre cuvântul Tău, nădăjduit-a sufletul meu spre Domnul. Din straja dimineții până’n noapte, din straja dimineții să nădăjduiască Israel spre Domnul. Că la Domnul este mila și la El e multă mântuire și El îl va mântui pe Israel de toate fărădelegile lui. |

## Comentariu
De profundis este o tânguire, un psalm penitențial folosit în rugăciunile liturgice pentru cei răposați în tradiția liturgică occidentală. 
Aflat într-o tristețe adâncă psalmistul strigă către Dumnezeu (1-2), cerând îndurare (3-4). Nădejdea psalmistului (5-6) devine un model pentru oameni (7-8).
v1. adâncuri: Aceasta este o metaforă a suferinței profunde care-l face pe psalmist să se simtă ca „cei ce se coboară în groapă” (Psalm 143:7). Robert Alter subliniază că „...„adâncurile” sunt un epitet pentru adâncurile mării, care la rândul său este o imagine a tărâmului morții”.
Alte pasaje biblice (Geneza, locuința lui Leviathan, potolirea furtunii de către Isus) rezonează, de asemenea, cu imaginile fricii și haosului generate de adâncurile mării. 
v3. Dacă te-ai uita la fărădelegi, Doamne, Doamne, cine ar mai putea să stea [în fața ta]?. O schimbare temporară de la persoană către comunitate; această pluralitate (națiunea, Israel) apare din nou în ultimele două versete.
v4. Că la Tine este iertarea. Experiența milei lui Dumnezeu duce la o semnificație mai mare a lui Dumnezeu.

## Utilizări

### Compoziții muzicale
Acest psalm a fost frecvent pus pe muzică, în special în cadrul muzicii de Requiem, mai ales cu incipitul latin „De profundis”:
- Nicola Porpora
- Lera Auerbach, în opera The Blind
- Johann Sebastian Bach (vezi mai jos: „În limba germană”)
- Francesco Barsanti ca parte a Sei Antifon
- Leonard Bernstein ca parte a Mesei sale
- Nicolaus Bruhns
- Lili Boulanger
- Marc Antoine Charpentier
- Mikalojus Konstantinas Čiurlionis
- Michel-Richard Delalande
- Josquin des Prez
- John Dowland
- Marcel Dupré
- Andrea Gabrieli, ca parte a Psalmilor davidici
- Christoph Gluck
- Sofia Gubaidulina
- G. F. Händel
- Arthur Honegger
- Alan Hovhaness
- Orlando di Lasso, ca parte a Psalmilor penitențiali
- Franz Liszt
- George Lloyd
- Leevi Madetoja
- Felix Mendelssohn
- Thomas Morley
- W.A. Mozart
- Arne Nordheim (Clamavi pentru violoncel)
- Vítězslav Novák
- Terry Oldfield
- Giovanni Pierluigi da Palestrina[2]
- Arvo Pärt: De profundis
- Henry Purcell
- Joachim Raff: De Profundis, Opus 141, partea a 8-a
- Georg Reutter (atribuită odată lui Mozart)
- Pedro Ruimonte
- John Rutter, ca parte a Requiem-ului
- Marc Sabat
- Antonio Salieri
- Johann Schein
- Arnold Schoenberg
- Heinrich Schütz
- Roger Sessions
- Jan Pieterszoon Sweelinck
- Virgil Thomson
- Vangelis
- Jan Dismas Zelenka, ZWV 50

Există și alte câteva compoziții denumite „De profundis”, dar cu texte care nu provin din psalm:
- Frederic Rzewski și-a bazat compoziția pe textul lui Oscar Wilde
- Dmitri Șostakovici, în Simfonia nr. 14 op. 135, s-a inspirat din poemul lui Federico García Lorca tradus în limba rusă

### În limba germană
Martin Luther a parafrazat Psalmul 130 în imnul Aus tiefer Not schrei ich zu dir („Din mâhnire profundă plâng către tine"), care a inspirat pe mai mulți compozitori, inclusiv pe Bach (cantatele Aus der Tiefen ich rufe, Herr, zu dir, BWV 131 și Aus tiefer Not schrei ich zu dir, BWV 38), Mendelssohn și Reger.

### În catolicism
Potrivit regulii Sfântului Benedict stabilită în jurul anului 530, el era recitat la începutul vecerniei din zilele de marți, fiind urmat de Psalmul 131 (130).
În actuala Liturghie a Orelor, Psalmul 130 este recitat sau cântat la vecernia din sâmbăta celei de-a patra săptămâni a lunii și în serile de miercuri.

### În literatură
Titlul „De Profundis” a fost folosit ca titlu al unui poem al autorului spaniol Federico García Lorca în Poema del cante jondo.
O scrisoare lungă a lui Oscar Wilde către fostul lui iubit Lordul Alfred Douglas, în timp ce se afla în închisoare aproape de sfârșitul vieții sale, poartă, de asemenea, titlul „De Profundis” (deși a primit acest titlu după moartea lui Wilde), la fel ca și poemele lui Alfred Tennyson, Elizabeth Barrett Browning, Charles Baudelaire, Christina Rossetti, C. S. Lewis, Georg Trakl, Dorothy Parker și Jose Cardoso Pires.
În romanul Fires on the Plain de Shōhei Ōoka, personajul Tamura face referire la primul verset al Psalmului 130 „De profundis clamavi” într-o secvență de vis.

### În iudaism
- Psalmul 130 este recitat ca parte a liturghiei pentru Sărbătorile Mari, cântat ca răspuns înainte de a deschide Tora în cursul slujbei de dimineață de la Roș Hașana până la Iom Kipur. Obiceiul de a recita acest psalm între aceste sărbători majore a fost abandonat o lungă perioadă până când a fost reînviat în rugăciunile siddurim compuse de Birnbaum și Artscroll în secolul al XX-lea.[8]
- Este recitat după Mincha între Sucot și Șabat Hagadol.[9]
- Este recitat în timpul Tașlihului.[10]
- Se află, de asemenea, printre psalmii recitați în mod tradițional ca o rugăciune pentru cei bolnavi.
- În unele sinagogi, se spune în fiecare zi. În ebraică, el este adesea numit „(Shir HaMa'alot) MiMa'amakim” după primele sale cuvinte.
- Versetele 3-4 fac parte din paragraful de deschidere al lungului Tachanun recitat în zilele de luni și joi.[11]

Shir hamaalot mima'amakim keraticha adonai
Adonai schimah vekoli tiyena oznecha kashuvot
Lekol tachanunai
Im avonot tishmor ya adonai mi yaamod
Ki imcha haslicha
Lemaan tivare kiviti adonai
Kivta nafshi velidvaro hochalti
Nafshi ladonai
Mishomrim laboker
Yachel yisrael el adonai
Ki im adonai hachesed
Veharbeh imo fedut
Vehu yifdeh et yisrael mikol avonotav.